# Castrillón (ort)
Castrillón är en ort i Spanien.   Den ligger i provinsen Province of Asturias och regionen Asturien, i den nordvästra delen av landet, 400 km nordväst om huvudstaden Madrid. Castrillón ligger 197 meter över havet och antalet invånare är 195.
Terrängen runt Castrillón är huvudsakligen kuperad, men åt sydväst är den bergig. Castrillón ligger nere i en dal. Runt Castrillón är det glesbefolkat, med 12 invånare per kvadratkilometer. Närmaste större samhälle är Navia, 16,4 km norr om Castrillón. I omgivningarna runt Castrillón växer i huvudsak blandskog.